# Fútbol para todos
Fútbol para todos, también conocido como FPT, fue un programa gubernamental de la Argentina, dependiente de la Secretaría de Comunicación Pública que se dedicaba a la transmisión televisiva de partidos de fútbol financiada con fondos del Estado Nacional. Fue creado en 2009 durante la presidencia de Cristina Fernández de Kirchner y finalizó en el año 2017, cuando el gobierno de Mauricio Macri decidió no continuar con el subsidio estatal a las transmisiones televisivas de fútbol.  En ese espacio de tiempo, la financiación directa y prácticamente exclusiva del Estado Argentino convirtió al programa en objeto de grandes controversias y acusaciones de propaganda política, corrupción y desvíos de fondos. 
Durante la presidencia de Alberto Fernández, en 2022, el senador nacional Oscar Parrilli propuso que regresara el FPT a la TV Pública pero las negociaciones del gobierno con las empresas dueñas de los derechos no prosperaron. 
Sin embargo, el gobierno sí llegó a un acuerdo con ESPN, una de las empresas encargadas de la televisación la cual decidió ceder dos partidos por fecha a la Televisión Pública.
El programa fue dueño, por convenio con la Asociación del Fútbol Argentino, de los derechos televisivos para la transmisión en vivo de los torneos de Primera División. 
Asimismo, desde agosto de 2011 hasta enero de 2016, fue propietario de los derechos de la Primera B Nacional. Los partidos se emitían, dentro del territorio argentino, por canales de televisión abierta de alcance nacional, o de diferentes ciudades del país. 
Además, desde 2013, también fueron transmitidos los eventos en vivo vía web a todo el mundo.
A su vez, desde 2011 transmitió los partidos correspondiente a las Eliminatorias para la Copa Mundial de Fútbol, y fue emisora autorizada para la Copa Mundial de la FIFA Brasil 2014.

## Historia

### Antecedentes
Desde 1991, la empresa Televisión Satelital Codificada (TSC) —integrada en partes iguales por el Grupo Clarín y Torneos y Competencias— era la titular de los derechos de transmisión televisiva de los torneos de Primera División de la AFA. La mayoría de los partidos eran transmitidos por la señal de cable TyC Sports y, los partidos más importantes, bajo el sistema de televisión codificada pay-per-view, a través de la señal TyC Max. Asimismo, las imágenes grabadas de los encuentros no podían ser retransmitidos por otras señales hasta la emisión del programa Fútbol de Primera los domingos a la noche.
Desde 2001, comúnmente los viernes a las 21hs se liberaba la emisión de un partido, por TyC Sports y América TV. 
A partir de 2008 se empezó a transmitir dicho partido por Canal 7 y los sábados un partido de la entonces  Primera B Nacional.

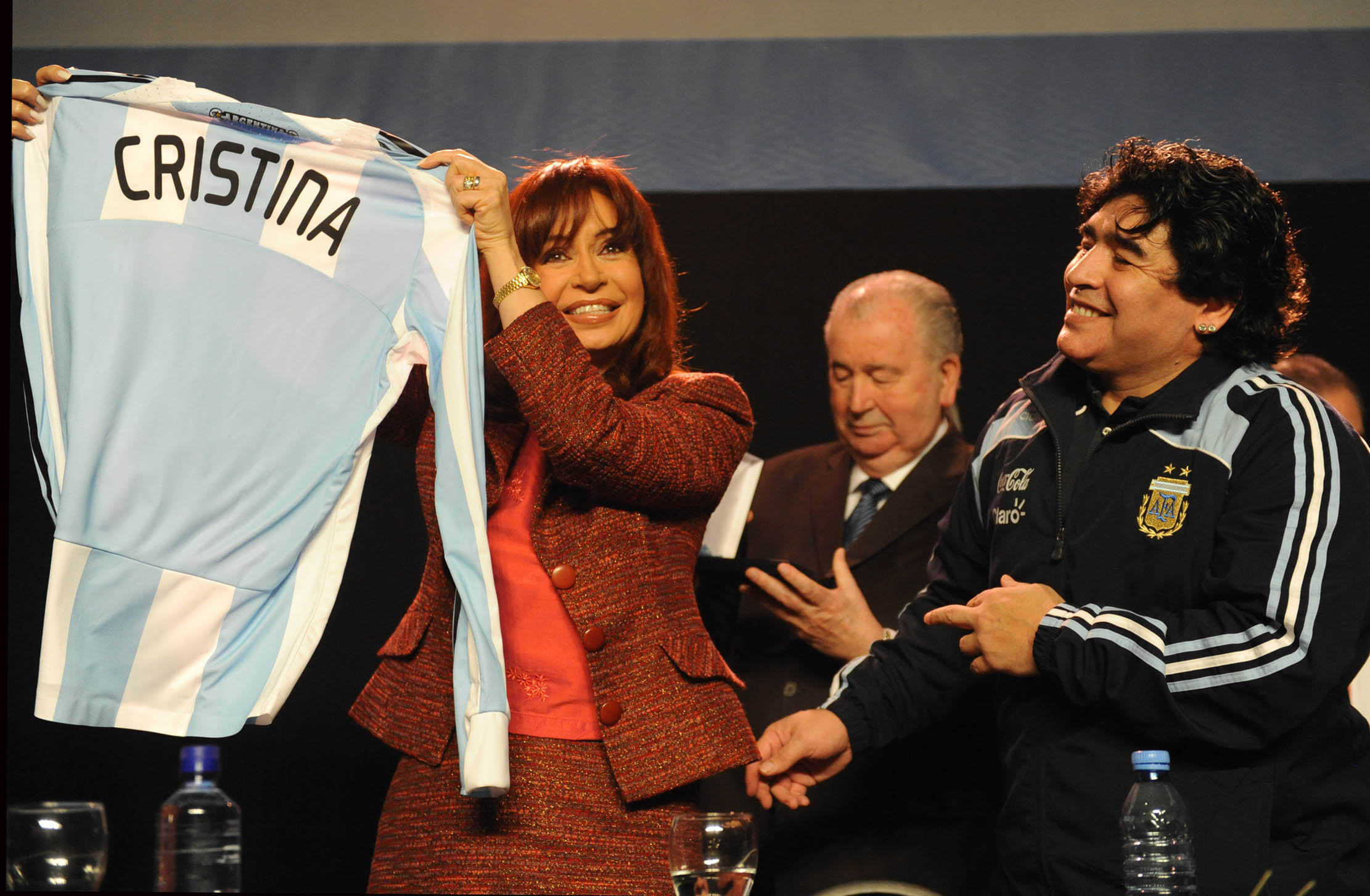
Cristina Fernández de Kirchner junto a Diego Maradona en la presentación del programa.
Por detrás de ellos, Julio Grondona, entonces presidente de la AFA.

A fines del Torneo Clausura de 2009 (el último transmitido por TSC), varios clubes de Primera División enfrentaban una grave crisis económica que, incluso, ponía en riesgo el comienzo del siguiente campeonato.
Por esta razón, la AFA le solicitó a TSC adelantara un pago de 720 millones de pesos argentinos por los derechos de la temporada 2009-2010, para auxiliar a los clubes. No obstante, la empresa, que ya le había pagado 230 millones a la AFA, rechazó la solicitud de manera tajante.

### Creación de Fútbol para Todos
El 8 de agosto de 2009, el gobierno argentino hizo una oferta de 600 millones de pesos a cambio de los derechos de transmisión, para su exhibición en televisión abierta.
Finalmente, el 11 de agosto la AFA anunció la rescisión del contrato con TSC para la transmisión de partidos de Primera División y el 20 de agosto  Cristina Fernández de Kirchner confirmó por cadena nacional, desde el predio de la AFA, las transmisiones de los partidos de Primera División por canales de aire solventados por el Gobierno Nacional. En la ocasión, la presidenta afirmó que «Yo no quiero una sociedad de secuestros, ni de personas, ni de imágenes, ni de goles. El 50% de las ganancias va a ser destinado a la AFA y el resto, a promocionar el deporte olímpico».Sin embargo estas ganancias nunca llegaron, ya que las transmisiones nunca contaron -más que en casos excepcionales- con anunciantes privados que, con el pago de la publicidad, compensaran el gasto que hacía el Estado. Desde febrero de 2010, las tandas de «Fútbol para todos» consistían casi exclusivamente de publicidad institucional de Presidencia de la Nación. El único anunciante privado de las transmisiones hasta diciembre de 2015 fue el fabricante de camiones Iveco, cuya marca estaba asociada al nombre del campeonato. Durante 2014, el auspicio exclusivo correspondió a la firma de maquinarias agrícolas New Holland, hasta que al año siguiente, la marca italiana volvió a auspiciar los campeonatos. El diario El Cronista informaba en ese momento: "'Es imposible saber cuánto gasta el Gobierno en propaganda en el Fútbol Para Todos. Hay un valor de mercado, pero cuando el Estado le paga al Estado no existe una referencia exacta', cuenta un encumbrado ejecutivo de los medios. Así define a la forma de pautar que estableció el Gobierno en 2010, por expresa orden de Kirchner, cuando se decidió terminar con la inversión de empresas privadas y convertir el espacio en un territorio exclusivo del Gobierno para comunicar novedades  de sus distintas áreas o para repudiar actitudes de la oposición. "Se arregla todo charlando, la publicidad no se paga. Te llaman por teléfono, te dicen 'poneme  esto' y listo", explican fuentes del medio. El único patrocinio privado del Fútbol Para Todos es el de Iveco, que desembolsa unos u$s 2 millones por temporada" Además de las tandas publicitarias e institucionales, son destinados minutos, en el entretiempo de los partidos transmitidos en vivo, a campañas de promoción de bienes culturales y educativos, que iban desde campañas temáticas de concienciación del público en general sobre asuntos de interés social hasta la exhibición de ciclos de cine de cortometraje y de producción nacional.La publicidad privada fue directamente prohibida en los partidos. Al mismo tiempo, las empresas interesadas en anunciar eran tentadas por una forma de publicidad diferente y no convencional: mediante videos que reproducían sus marcas en las pantallas de led de 230 metros que habían irrumpido en los campos de juego de toda Argentina. Esta publicidad se cobraba, como mínimo, 100 dólares el segundo y el dinero no era recaudado por el Estado -pese a que decía tener el monopolio de la publicidad en las transmisiones, sino por empresas privadas que habían recibido la concesión de la cartelería, concretemente PEISA (Publicidad Estática Internacional S.A.) y "La Corte", que era la productorea que filmaba los partidos y aseguraba que la carelería fuera visible durante 60 de los 90 minutos de cada partido. De este modo, el Estado Nacional financiaba el 100 % del programa sin recibir ninguna ganancia, al mismo tiempo que estas empresas privadas cercanas al poder, llegaron a factura 1.000.000.000 de dólares en concepto de "publicidad estática".
Tan solo tres días después de la rescisión del contrato, el secretario ejecutivo de la AFA, José Luis Meiszner, anunciaba que entablaría una «demanda millonaria» contra Televisión Satelital Codificada por «lucro cesante ocasionado por mala gestión» que la empresa habría llevado a cabo. Meiszner aseguró que la comercialización de los partidos de fútbol era un negocio de los más rentables —aunque el TSC afirmara haber tenido dificultades en la gestión— y que tras la rescisión del contrato recibiera llamados «hasta de China» reclamando derechos de transmisión de los que la AFA ignoraba la existencia. Acusaba al Grupo Clarín de haber estado comercializando los derechos de transmisión del fútbol argentino a discreción y sin comunicárselo a la AFA, por lo que, según el vocero de la entidad, Cherquis Bialo, «La AFA fue perjudicada fuertemente».
Al mismo tiempo la empresa TSC inició una demanda por un monto estimado de $ 1.500 millones por los daños originados en la ruptura del contrato.
Ninguna de las dos demandas prosperó. En el año 2012 se informaba que el litigio se encontraba "dormido y que fue pasando de juzgado en juzgado sin ningún avance, debido a una interminable serie de recusaciones de ambas partes". En el mismo estado se encontraba aún en el año 2017, cuando el Estado argentino tomó la decisión de cesar el financiamiento a las transmisiones televisivas de fútbol, y la AFA presentara la Superliga Argentina en sociedad con las empresas Fox Network Group Latin America y Turner, quienes se hicieron cargo de la televisación. En ese momento, AFA y TSC acordaron desistir de ambas demandas, con costas por su orden.

### Primeras temporadas  (2009-2011)
Los canales de televisión estaban habilitados a transmitir los partidos gratuitamente, luego de firmar un contrato con la Jefatura de Gabinete. No obstante, la emisora debía respetar el video y audio originales. La señal emitida por «Fútbol para todos», además de las imágenes del partido, incluye relatos, comentarios y tandas publicitarias propias, siendo Torneos la productora de Fútbol para Todos, programa que transmitió los torneos de fútbol de Primera División desde 2009 hasta 2017, y que actualmente produce las transmisiones de dicho campeonato por TNT Sports, ESPN y TV Pública. 
Desde el 15 de febrero de 2011 los partidos fueron retransmitidos en forma repetida a través de la pantalla de Gol TV. 
El 15 de mayo de 2011 el Superclásico Boca Juniors vs. River Plate fue el primer partido oficial del fútbol argentino en ser transmitido en alta definición, gracias a la colaboración de la empresa transmisora de señales BMS S.R.L, que suministró los equipos para la realización del evento.
Estas primeras temporadas se caracterizaron por la presencia de los periodistas deportivos Alejandro Apo, Marcelo Araujo, Marcelo Lewandowski, Roberto Perfumo, Julio Ricardo y Javier Vicente reconocidos militantes peronistas que integraron el personal del programa solamente en este periodo. En 2014, el periodista Diego Brancatelli también es militante peronista quien se incorporó al programa por las salidas de Marcelo Araujo y Julio Ricardo para cubrir en el campo de juego de la transmisiones del Torneo de Primera División. 

### Incorporación del ascenso (2011-2015)
En julio de 2011, la Asociación del Fútbol Argentino canceló el contrato que tenía con la empresa TRISA, que hasta el 2014 tenía los derechos para televisar los partidos de Segunda División. Entre los motivos añadieron una «grave pérdida de la confianza» y la alteración sustancial y objetiva en la estructura del torneo de la B Nacional. TRISA, la empresa en cuestión, al igual que TSC, pertenece al Grupo Clarín y a Torneos.
A partir del 6 de agosto de 2011, Fútbol para Todos comenzó a transmitir la Primera B Nacional y a partir de 2012 comenzó a transmitir algunos encuentros del Torneo Argentino A por medio de los canales provinciales, mientras que la TV Pública transmitió las promociones y partidos definitorios del Argentino A.
En 2012, el nuevo canal público de deportes DeporTV reemplazó a GolTV en la señal de la Televisión Digital Abierta, y comenzó a transmitir partidos de la B Nacional.
El 11 de julio de 2014 falleció Osvaldo Guerra, que comentaba los partidos de la Primera B Nacional en la Televisión Pública.
En 2015, debido a la reestructuración y al aumento de los equipos en la Primera División, se incorporaron los canales Telefe, Crónica TV y DeporTV, quedando este último a cargo de la transmisión de la categoría.

### Cambio estructural (2016-2017)

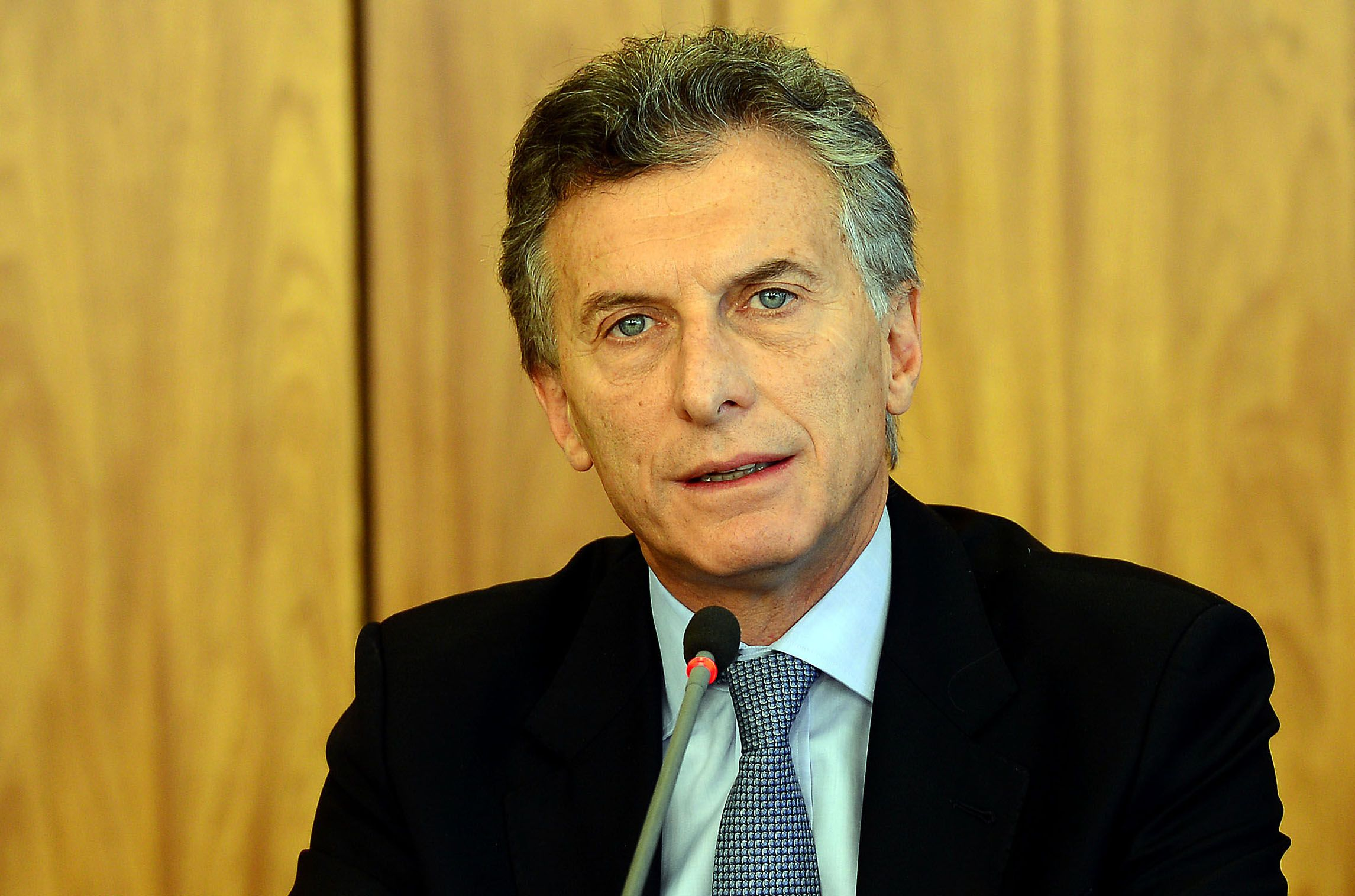
Tras el triunfo de Mauricio Macri en las elecciones presidenciales de 2015, ratificó la continuidad del programa con nuevo equipo periodístico, director artístico y publicidad privada. La televisación gratuita de los partidos de Primera División fue cancelado en 2017 para volver a emitir en sistema codificado.

A raíz del cambio de autoridades gubernamentales en Argentina, la estructura de Fútbol Para Todos se modificó luego del triunfo de la coalición Cambiemos en las elecciones presidenciales de 2015. En la "nueva etapa" a cargo de Fernando Marín, a partir de 2016, el punto más sobresaliente es la incorporación de El Trece, que junto a América (hasta mayo de 2016) y Telefe transmitieron a los cinco grandes del fútbol argentino. A pesar de que cada canal aportó su equipo periodístico, como así también la publicidad, la producción general siguió a cargo de La Corte.[cita requerida]
Antes del inicio del campeonato 2016, se acordó la transmisión de los partidos a través de las siguientes señales: TV Pública, Canal 9, América, Telefé y El Trece, descartando de la grilla a algunos canales de cable que supieron participar. Desde el gobierno se informó además que la TV Pública emitiría todos los partidos y sería además la encargada de  funcionar como repetidora en aquellos lugares en donde El Trece, Telefe, Canal Nueve o América TV no llegaban a los hogares de manera gratuita, manteniendo así uno de los acuerdos iniciales por los que se fundamentó Fútbol Para Todos en 2009.
En cuanto a la transmisión de los partidos correspondientes a la segunda categoría del fútbol argentino y de la Copa Argentina, el gobierno nacional a través de un comunicado le devolvió a la Asociación del Fútbol Argentino los derechos de emisión de dichos encuentros, por lo que ésta comenzó a negociar con TyC Sports.
El 10 de marzo de 2016 falleció Roberto Perfumo, otro comentarista del programa, que cubría en ese rol los partidos de la Primera División.

### Rescisión de contrato
El 24 de febrero de 2017 en la reunión de la AFA en Ezeiza acordaron la rescisión del contrato que iba a terminar en 2019. El 27 de junio de 2017 , con los partidos Independiente-Lanús (TV Pública) y Talleres-San Lorenzo (DeporTV), finalizó el programa tras 8 años de emisiones pagadas por el Estado Nacional en canales de aire. El ciclo terminó criticado por la cantidad de dinero invertida a lo largo de los años (una publicación de Ámbito Financiero de ese 2017 la estimó  en unos 11 mil millones de pesos), y persistentes sospechas por el manejo de los fondos que el programa libraba a los clubes por medio de cheques posdatados, que eran descontados en el mercado financiero informal a través de financieras vinculadas al poder político y a la AFA.

### Rumores de la vuelta (2021-2022)
El 25 de febrero de 2021, el presidente Alberto Fernández mediante la red social Twitter confirmó el regreso del Fútbol para Todos con el nombre de Fútbol ATP transmitiendo 2 partidos por fecha de la Copa de la Liga Profesional y del campeonato de Primera División de la Liga Profesional. El 20 de enero de 2022 el senador Oscar Parrilli presentó su proyecto para la reanudación del programa. El proyecto fracasó debido a que las negociaciones con las empresas encargadas de la televisación no prosperaron. Sin embargo, el gobierno llegó a un acuerdo con ESPN, una de las empresas encargadas de la televisación la cual decidió ceder dos partidos por fecha a la Televisión Pública.

## Emisiones de torneos
| Torneo                | Inicio                  | Final                  | Primer partido               | Último partido                                   |
| --------------------- | ----------------------- | ---------------------- | ---------------------------- | ------------------------------------------------ |
| Primera División      | 21 de agosto de 2009    | 27 de junio de 2017    | Gimnasia (LP) 0-Godoy Cruz 2 | Independiente 1-Lanús 1 Talleres 1-San Lorenzo 1 |
| Primera B Nacional    | 6 de agosto de 2011     | 31 de enero de 2016    | Atlanta 1-Aldosivi 1         | Independiente Rivadavia 0-Villa Dálmine 0        |
| Argentino A Federal A | 11 de febrero de 2012   | 27 de octubre de 2015  | Talleres (C) 2-Alumni (VM) 1 | Sol de América 0-Talleres (C) 1                  |
| Copa Argentina        | 30 de noviembre de 2011 | 4 de noviembre de 2015 | Banfield 2-Atlético Paraná 1 | Boca 2-Rosario Central 0                         |
| Supercopa Argentina   | 7 de noviembre de 2012  | 25 de abril de 2015    | Boca 0-Arsenal 0 (3-4)       | River 0-Huracán 1                                |

## Contexto
Hasta agosto de 2009 la trasmisión del fútbol era totalmente privada. Torneos y Competencias tenía los derechos de emisión de los partidos jugados en la fecha. Pero a fines del Torneo Clausura de 2009 (el último transmitido por TSC), varios clubes de Primera División enfrentaban una grave crisis económica que, incluso, ponía en riesgo el comienzo del siguiente campeonato. Por esta razón, la AFA le solicitó a TSC adelantara un pago de 720 millones de pesos argentinos por los derechos de la temporada 2009-2010, para auxiliar a los clubes. No obstante, la empresa, que ya le había pagado 230 millones a la AFA, rechazó la solicitud de manera tajante. Debido a esto, la Asociación del Fútbol Argentino no renovó el contrato con la productora, aduciendo además la supuesta baja audiencia que tuvo desde que Torneos y Competencias comenzó sus transmisiones

## Controversias

### Adhesión y oposición
Este programa gubernamental ha recibido tanto el apoyo personalidades de la cultura, del deporte y de la política nacional, como críticas de políticos opositores por el gasto de recursos para su mantención y que, como sostienen determinados actores políticos sociales, dichos recursos se podrían destinar a otros gastos públicos que consideran más necesarios y urgentes. Los diputados Federico Pinedo y Paula Bertol, afirmaron que «La finalidad de su difusión no es pública sino partidista». Ante estos planteamientos, los impulsores de «Fútbol para todos» terminaron reconociendo que el programa no generaba ganancias, sino que era una carga dineraria para el Estado Nacional, pero adujeron que los gastos proporcionales no eran tan elevados: mientras el Gobierno de la Ciudad de Buenos Aires destinaba al mantenimiento del Teatro Colón un promedio de alrededor de $1000 pesos por espectador, el Gobierno nacional "invertía" aproximadamente $4 por espectador de «Fútbol para todos». Este cálculo se realizaba dividiendo el monto anual del subsidio por la cantidad de espectadores. Como es lógico, el público que veía estas transmisiones deportivas por televisión era más amplio que el que asistía al Teatro Colón.
Otros críticos a la iniciativa sostienen que el programa no llegaría a toda la población, alcanzando únicamente a la de la Ciudad de Buenos Aires y parte de Provincia de Buenos Aires, afirmación que ha sido desmentida por las autoridades de la TV Pública en un comunicado emitido a la prensa. Estos dirigentes sostuvieron que «[...] En relación a las falsas versiones que difundieron erróneamente datos relacionados con la cobertura nacional de Canal 7, la Televisión Pública informa que su señal cubre hoy todo el territorio nacional en forma libre y gratuita. Además está incluida en todos los sistemas de la televisión paga tanto por cable como por satélite».

### Polémica por costos y fines
No obstante las controversias sobre costos y cobertura a nivel nacional, la mayoría de los candidatos a las elecciones presidenciales de 2011 afirmaba que tenía intención de mantener el programa, aunque con diversos matices, temiendo que decir lo opuesto podía llegar a restarle los votos del público masivo del fútbol.Este estado de la opinión pública comenzó a cambiar a comienzos de julio de 2012, cuando los diarios Clarín y La Nación, revelaron que el gobierno nacional había gastado más de 4000 millones de pesos en el programa, en el periodo 2009/2012. La Nación afirmó además que no se permitía la difusión de publicidad comercial Según el Diario El Mundo, de España, efectivamente se trata de «un excelente vehículo propagandístico» para el gobierno que le ofrecía ventajas a los hinchas: "ya no hace falta hacer cola en las taquillas ni soportar la violencia de los barrabravas en los estadios. Y, para mayor regocijo de los hinchas, tampoco hay que pagar un abono al sistema codificado de televisión. Desde la mañana hasta la noche pueden sintonizar gratuitamente en la tele los partidos que se disputan en todas las ligas del país" (...) "Pero la idea de brindar "pan y circo" a las masas, una estrategia que data de los tiempos del Imperio Romano, ha abierto un agujero en las arcas del Estado afectando de forma directa al bolsillo de los contribuyentes, incluidos los que no disfrutan del espectáculo deportivo. En los tres últimos años, el gobierno ha tenido que invertir más de 4.000 millones de pesos (cerca de 900 millones de dólares) para financiar la transmisión de los partidos por el canal público de televisión. El día en que comenzó su andadura, Cristina Kirchner y el presidente de la Asociación del Fútbol Argentino (AFA), Julio Grondona, garantizaron que el proyecto se financiaría por medio de la publicidad. Pero hasta el momento, los ingresos por publicidad privada apenas alcanzan los 220 millones de pesos (unos 49 millones de dólares) lo que equivale al 5,5% del total de los anuncios que aparecen en pantalla en el entretiempo o cuando el partido afloja. El resto de la pauta publicitaria proviene de las empresas estatales, cuando no son anuncios de la Casa Rosada, exaltando los logros del modelo kirchnerista". El coordinador general del programa, Pablo Paladino, admitió la ausencia de publicidad comercial en las tandas de «Fútbol para todos», y reconoció que existía una decisión del Gobierno de "privilegiar ese canal masivo que es el fútbol para acercar a la sociedad las políticas públicas impulsadas, en lugar de comercializar entre privados la venta de segundos, por lo que esos espacios publicitarios no tienen costo adicional para el Estado nacional" ya que el programa entero eran pagado con dinero del erario público. En otra entrevista realizada por el periodista Víctor Hugo Morales, Paladino corrigió la cifra publicada por el Diario La Nación, afirmando que «La producción en estos tres años no llega a los 250 millones de pesos».
Otros de los que defendieron la decisión de usar fondos del Estado para publicitar políticas del gobierno de turno fueron el gobernador kirchnerista de Entre Ríos, Sergio Urribarri,  y el periodista deportivo y reconocido militante kirchnerista Víctor Hugo Morales. El gobernador descalificó las críticas afirmando que «[...] Los que lo critican [al programa Fútbol para todos, en referencia al Grupo Clarín] son los que defienden un negocio que, durante años, hicieron unos pocos monopolizando el deporte más popular de la Argentina, arrebatando y usufructuando el patrimonio de todos». En ese mismo sentido, el periodista Víctor Hugo Morales afirmó que «Fútbol para todos es una bendición [...] Antes, todos los que vivimos en la Argentina teníamos que ser rehenes de los partidos codificados, y la gente tenía que pagar muchísimo más que ahora para ver el fútbol. Sólo el 10% de la población podía ver los partidos y hoy es un beneficio del que gozan todos aquellos que viven en el país». Por otra parte, las ONG ambientalistas Fundación Vida Silvestre Argentina y Greenpeace expresaron que el 11 de febrero de 2010 parte del fondo económico que había sido destinado al cumplimiento de la Ley de Bosques (AR$ 144 209 091) fue reasignado a «Fútbol para Todos». A comienzos de 2010, se convocó a una nueva licitación para la producción del Fútbol para todos'.
El uso de la propaganda política en el programa no terminó con el cambio de gobierno, sino que ya en 2017, muy poco antes de la cancelación del programa,  hubo una denuncia penal de la ONG Ciudadanos Libres por la Calidad Institucional quién denunció en la Oficina Anticorrupción (OA), a la Presidencia de la Nación por la difusión de un spot de propaganda oficial durante la retransmisión televisiva de los partidos de fútbol de Primera División  titulado "Para Siempre", que fue difundido por televisión en los entretiempos de, al menos, los partidos disputados entre Boca Juniors - River Plate e Independiente - Racing Club. Según la denuncia, «está claro que la imagen y voz del Presidente de la Nación, Mauricio Macri ocurre en un contexto de promoción personal de dicho funcionario, en tanto que el spot pretende atribuirle personalmente al Presidente las obras que hace el Estado», sostuvo la presentación. «El spot carece de fines educativos, informativos o de orientación social, en tanto no se informan, en el mismo, de modo concreto y preciso, cuáles son las obras que se muestran detrás de los actores en escena», considera el expediente.

### Debate sobre mantenimiento
Más allá de las opiniones favorables y contrarias inmediatamente posteriores al lanzamiento de Fútbol para todos, el programa siguió generando debate sobre su mantenimiento o retorno a manos de privados. Durante las elecciones legislativas del año 2013, la candidata a diputada nacional del Frente Renovador Mirta Tundis reveló su postura contraria al mantenimiento del programa en la órbita estatal y manifestó su intención de volver a privatizarlo, restaurando el sistema de pay-per-view anterior. Mirta Tundis ocupaba el tercer puesto en la lista encabezada por el intendente de Tigre Sergio Massa.
Ante las declaraciones de su compañera de fórmula, el entonces primer candidato Sergio Massa evitó posicionarse respecto al mantenimiento del programa Fútbol para todos, evadiendo las consultas de los periodistas presentes a la conferencia de prensa que brindaba para anunciar la adhesión de Eduardo Amadeo a su frente electoral. Para Javier Vicente, periodista y conductor de Fútbol para todos, esto dejaba en evidencia que Sergio Massa tenía intereses en que Clarín «recupere el gran negocio del fútbol en detrimento de todos los argentinos, acabando con las transmisiones libres y gratuitas de los partidos» y calificó a Mirta Tundis como «fiel exponente» de los monopolios, de las privatizaciones y del neoliberalismo en general.
A principios de 2017, finalmente, se anunció que el contrato con la AFA sería rescindido por parte del gobierno.

### Causas penales
En una causa iniciada por la diputada Graciela Ocaña, entre 2014 y 2016, tres exjefes de gabinete del gobierno de Cristina Fernández de Kirchner, Aníbal Fernández, Juan Manuel Abal Medina y Jorge Capitanich, y excoordinadores del FPT y a varios directivos de la AFA, siendo sobreseídos en primera instancia todos los imputados el 27 de noviembre de 2019, declarando el juez Daniel Rafecas la "inexistencia de delitos".Apenas dos meses después de este fallo, el presidente Alberto Fernández, perteneciente a la misma fuerza política que los funcionarios públicos favorecidos por el sobreseimiento, propuso a Rafecas para el cargo de Procurador General de la Nación. No obstante ello, el fiscal Gerardo Pollicita apeló el fallo y la causa se elevó a la Sala I de la Cámara Federal de Buenos Aires donde, el 15 de octubre de 2021 se revocó el sobreseimiento y ordenó que se siga investigando el caso.
Así la causa continuó en contra de trece imputados, entre ellos, Aníbal Fernández, Jorge Capitanich, Gabriel Mariotto, el expresidente de la Asociación del Fútbol Argentino Luis Segura, el ex gerente financiero de la Asociación del Fútbol Argentino Rubén Raposo, el secretario general de Futbolistas Argentinos Agremiados Sergio Marchi, y el gerente financiero de la misma entidad gremial, Raúl Pagano, por distintos delitos como desvío de fondos y maniobras con cheques diferidos.  El 12 de febrero de 2023 el Tribunal Oral Federal 1 de Buenos Aires informó que está en la última etapa de una pericia que se ordenó en la misma, y que una vez concluida esa medida de prueba, se pondría fecha para el inicio del juicio. Dentro de esa causa se encuentra acumulado un segundo expediente en el que se juzga la utilización de cuevas financieras (entidades financieras irregulares) para cambiar cheques de los fondos públicos.De acuerdo a la investigación, existía todo un mecanismo por medio del cual, el dinero destinado a los clubes era pagado con cheques antedatados, a 30, 60, 90, 120 o hasta 180 días. Estos cheques debían ser cambiados, con un importante descuento, en determinadas casas de crédito cuyo objeto social no tiene nada que ver con el fútbol. Las empresas en cuestión cambiaron 16.343 cheques de titularidad de la AFA por un valor de $ 4.184.213.479,46. La especialista Alicia López, una de los tres veedores designados por el Juzgado, mencionó que algunas de las empresas usadas para cambiar los cheques ya aparecen mencionadas en otras causas judiciales en los que se investiga desvío de fondos públicos durante los gobiernos kirchneristas, como la causa que se investiga la Fundación Sueños Compartidos, en la causa de la mafia de los medicamentos, en la que se investiga al empresario Guillermo Greppi y la causa de la imprenta Ciccone, en la que está condenado el exvicepresidente Amado Boudou. “Creemos que era una estrategia armada de hace mucho tiempo y que se ve también en esta situación. Los cheques tenían un descuento importante y ahora la Justicia investiga si esos descuentos eran negociados”, indicó, en alusión a la sospecha de que los clubes hayan sido forzados a aceptar los descuentos como condición para recibir los fondos. También informó que se investigaría si las financieras eran los últimos tenedores de los cheques, conservándolos hasta la fecha de pago, o si a su vez se los entregaban a alguien más, que sería el principal beneficiado de la maniobra. "Cuando se determine a qué manos llega, se podrá determinar si es cohecho, administración fraudulenta, etc.”, precisó.
Finalmente en noviembre de 2023 la causa fue elevada a juicio. En el Auto de elevación, la jueza María Servini de Cubría consignó que “Como lo ha explicado la veeduría actuante en la causa, es de público conocimiento y fue reflejado por la opinión pública más de una vez, y reconocido por todos, que los pasivos de los clubes se incrementaron sustancialmente, sin que en dicho marco siquiera se haya observado la cancelación de la deuda que los clubes mantienen con la AFIP”,  agregando que tampoco se alcanzó el propósito correspondiente a la televisación "gratuita" del fútbol en todo el país. “no sólo porque muchos de esos encuentros fueron difundidos por señales de cable, sino porque durante la ejecución del convenio los encuentros de las divisionales de ascenso (Nacional B y Primera B Metropolitana) fueron nuevamente cedidos a una empresa privada”..Tanto Aníbal Fernández como Gabriel Mariotto deben responder, además, por desvío de los fondos generados por el contrato publicitario con IVECO, habiéndose determinado que con la anuencia de estos funcionarios hubo un pago de cuatro millones de pesos efectuado directamente a la AFA por parte de esa empresa, cuando ese monto debía ingresar al patrimonio del Estado.En la misma resolución se sobreseyó a Juan Manuel Abal Medina por entender que el mismo no había tenido participación en los delitos investigados